# Равена (Небраска)
Равена (енгл. Ravenna) град је у америчкој савезној држави Небраска.

## Демографија
По попису из 2010. године број становника је 1.360, што је 19 (1,4%) становника више него 2000. године.
| Група             | 2000.         | 2010.         |
| Белци             | 1.325 (98,8%) | 1.312 (96,5%) |
| Афроамериканци    | 0 (0,0%)      | 0 (0,0%)      |
| Азијати           | 2 (0,1%)      | 5 (0,4%)      |
| Хиспаноамериканци | 11 (0,8%)     | 27 (2,0%)     |
| Укупно            | 1.341         | 1.360         |